# روبرت الأول. جونسون
روبرت الأول. جونسون هو سياسي أمريكي، ولد في 24 مايو 1928. نشط حزبياً في الحزب الجمهوري. وقد انتخب عضو جمعية ولاية ويسكونسن ‏.